# Saison 14 d'Inspecteur Barnaby
Chronologie
Saison 13 Saison 15
Cet article présente la quatorzième saison de la série télévisée Inspecteur Barnaby.

## Synopsis
Tom Barnaby (John Nettles), qui a pris sa retraite, est remplacé par son cousin John Barnaby (Neil Dudgeon). qui le remplace au sein de la police de Causton. Il reste assisté par le sergent Ben Jones (Jason Hughes).

## Distribution
Acteurs principaux
- Neil Dudgeon : Inspecteur John Barnaby
- Jason Hughes : Sergent Ben Jones

Acteurs récurrents
- Barry Jackson (en) : Docteur George Bullard (épisodes 1, 2, 4)
- Fiona Dolman : Sarah Barnaby (épisodes 2, 3)

## Liste des épisodes
1. Hors circuit
2. Drame familial
3. Échos du passé
4. Crimes imparfaits
5. Le dormeur sous la colline
6. La nuit du cerf
7. Une foi sacrée
8. Un oiseau rare

### Épisode 1:Hors circuit
- Grande-Bretagne : 23 mars 2011
- France : 15 janvier 2012

- Grande-Bretagne : 6,44 millions de téléspectateurs
- France :

- David Warner (Peter Fossett)
- Susan Engel (Harriet Wingate)
- Lucy Briers (Jessica Wingate)
- Tim Dutton (Jamie Cameron)
- Samantha Bond (Kate Cameron)
- Clara Paget (Charlotte Cameron)
- Luke Allen-Gale (Dave 'Doggy' Day)
- Sid Mitchell (Thomas Brightwell)
- Gwyneth Keyworth (Bethan)
- Daisy Keeping (Nerys)
- Darren Clarke (Daniel (pub landlord))
- Barry Aird (Jock (pub customer))
- Cate Fowler (Mrs June Carter)
- Francine Morgan (Deirdre)
- Nicholas Asbury (Henry Parsons)
- Grahame Fox (Nick the Money)
- Jack Bence (Freddy)
- Edna Doré (Granny Brightwell)
- Josie Kidd (Peggy)
- Richard Clifford (Hugh Snape)
- James O'Dee (Duncan Palmer)
- James Richard Marshall (Young Peter Fossett)
- Leah Whittaker (WPC)

Lieu de tournage
- Windsor (Berkshire)

### Épisode 2:Drame familial
- Grande-Bretagne : 30 mars 2011
- France : 29 janvier 2012

- Grande-Bretagne : 6,32 millions de téléspectateurs
- France :

- Edward Fox (William Bingham)
- Phyllida Law (Mary Bingham)
- Neil Pearson (Eddie Stanton)
- Beth Goddard (Selina Stanton)
- Lucy Briggs-Owen (Verity Stanton)
- Haydn Gwynne (Maggie Viviani)
- Julian Ovenden (Ben Viviani)
- Nick Brimble (Adam Grace)
- Jeff Rawle (Gerry Dawkins)
- Simon Dutton (Laurence Fletcher)
- Abigail McKern (Josie Parker)
- John Quentin (Dr Frost)
- Laura Rogers (Jane Morris)
- Ifan Meredith (Dave Taylor)
- Sue Vincent (Matron Lynch)

### Épisode 3:Échos du passé
- Grande-Bretagne : 20 avril 2011
- France : 5 février 2012

- Grande-Bretagne : 5,47 millions de téléspectateurs
- France :

- Pam Ferris : Liz Tomlin
- Sarah Smart : Jo Starling
- Ron Cook : Bernard Flack
- Adrian Rawlins : David Orchard
- Melanie Kilburn : Yvonne Flack
- Andrew Buckley : Malcolm Merryman
- Daisy Haggard : Fran Carter
- Thomas Arnold : Sam Tomlin
- Lee Boardman : Matt Rowntree
- Kacey Ainsworth : Nikki Rowntree
- Malcolm Terris : Len Merryman
- Jane Thorne : Olive Merryman
- Lisa Brookes : Dianne Price
- Edward Clayton : Frank Bertram

Lieux de tournage
- Albury (Surrey)
- Little Missenden (Buckinghamshire)

### Épisode 4:Crimes imparfaits
- Grande-Bretagne : 25 mai 2011
- France : 12 février 2012

- Grande-Bretagne : 5,33 millions de téléspectateurs
- France :

Lieux de tournage
- Chenies (Buckinghamshire)
- Long Crendon (Buckinghamshire)

### Épisode 5:Le dormeur sous la colline
- Grande-Bretagne : 21 septembre 2011
- France : 19 février 2012

### Épisode 6:La nuit du cerf
- Grande-Bretagne : 12 octobre 2011
- France : 26 février 2012

### Épisode 7:Une foi sacrée
- Grande-Bretagne : 26 octobre 2011
- France : 4 mars 2012

### Épisode 8:Un oiseau rare
- Grande-Bretagne : 11 janvier 2012
- France : 11 mars 2012

- Grande-Bretagne :
- France : 3 315 000 téléspectateurs (11,9 %)[1]